# Càng gần Chúa hơn

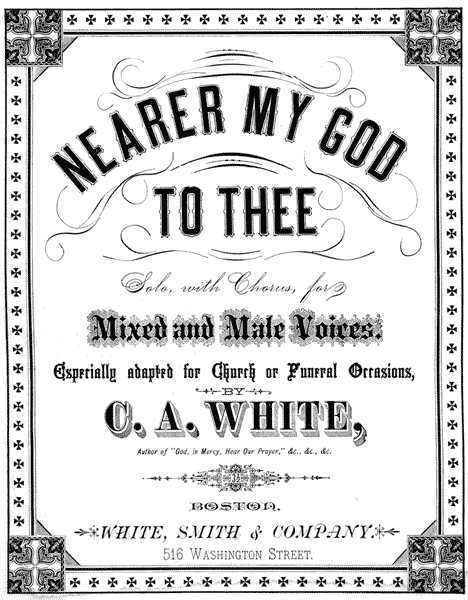
Bìa bài thánh ca năm 1881

"Càng gần Chúa hơn" (Nearer, My God, to Thee) là bài thánh ca thế kỷ 19 gợi cảm hứng từ câu chuyện "Giấc mộng của Jacob" chép trong Sáng thế ký 28: 10-15,
 "Jacob tới một chỗ kia, mặt trời đã khuất, thì qua đêm tại đó. Người lấy một hòn đá làm gối đầu, và nằm ngủ; bèn chiêm bao thấy một cái thang bắc từ dưới đất, đầu đến tận trời, các thiên sứ của Thiên Chúa đi lên xuống trên thang đó. Nầy, Đức Giê-hô-va ngự trên đầu thang mà phán rằng: Ta là Thiên Chúa của Abraham, tổ phụ ngươi, cùng là Thiên Chúa của Isaac. Ta sẽ ban cho ngươi và dòng dõi ngươi đất mà ngươi đang nằm ngủ đây... Nầy, ta ở cùng ngươi, ngươi đi đâu, sẽ theo gìn giữ đó, và đem ngươi về xứ này; vì ta không bao giờ bỏ ngươi cho đến khi ta làm xong những điều ta đã hứa cùng ngươi."
Ca từ của bài thánh ca được sáng tác bởi Sarah Flower Adams (1805-1848), nữ diễn viên, nhà thơ và là tín hữu Độc thần giáo, tại nhà của bà ở Sunnybank, Loughton, Essex, Anh Quốc vào năm 1841. Tại Anh, ca khúc được phổ biến với giai điệu của John Bacchus Dykes (bản "Horbury" viết năm 1861), trong khi giai điệu của Lowell Mason (bản "Bethany" năm 1856) được chấp nhận trên phần còn lại của thế giới. Trong khi đó, các tín hữu Giám Lý lại yêu thích bản "Propior Deo" (Gần Chúa hơn) của Arthur Sullivan (năm 1872).

## Thảm họa tàu Titanic

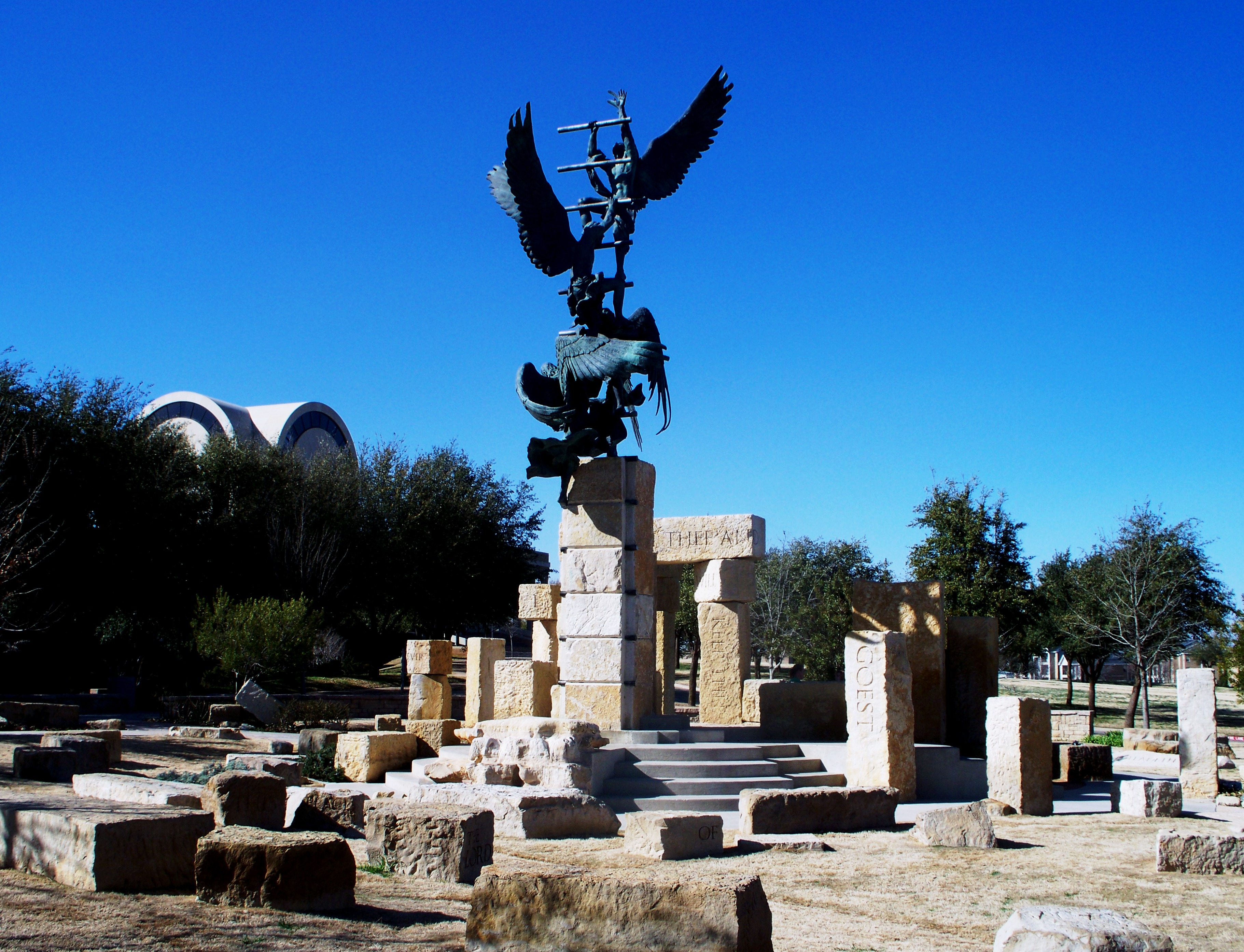
Tác phẩm điêu khắc "Giấc mộng Jacob"
tại Đại học ACU, Abiliene, Texas, Hoa Kỳ

"Nearer, My God, to Thee" trở thành một huyền thoại gắn liền với tàu Titanic khi những người sống sót thuật lại rằng ban nhạc đã trình bày lần cuối bài thánh ca khi Titanic đang chìm dần xuống đáy biển. Giai điệu của bản "Bethany" vang lên trong cuốn phim Titanic năm 1953 của Negulesco, trong khi bản "Horbury" được sử dụng trong phim A Night to Remember sản xuất năm 1958 của Roy Ward Baker. Gần đây nhất, trong xuất phẩm điện ảnh Titanic năm 1997, James Cameron đã chọn bản "Bethany" cho cuốn phim của mình.
Người chỉ huy dàn nhạc trên tàu, Wallace Hartley, cùng tất cả nhạc công đều thiệt mạng trong vụ chìm tàu. Người ta thuật lại rằng Hartley rất thích bài thánh ca này, và mong ước ca khúc được thể hiện trong đám tang ông. Hartley là tín hữu Giám Lý người Anh, gần gũi với bản "Horbury" và bản "Propior Deo", chứ không phải bản "Bethany". Cha của Hartley, người chỉ huy hợp xướng ca đoàn Giám Lý, đã sử dụng bản "Proprior Deo" trong hơn ba mươi năm, và phần mở đầu của bài thánh ca theo bản "Propior Deo" được trình bày tại tang lễ của Hartley.

## Những sự kiện khác
Có một câu chuyện kể xoay quanh cái chết của Tổng thống Hoa Kỳ William McKinley vào tháng 9 năm 1901, thuật lại rằng khi hấp hối, McKinley thầm thì những câu đầu của bài thánh ca. Chiều ngày 13 tháng 9 năm 1901, sau năm phút mặc niệm trên toàn quốc, các ban nhạc tại hai quảng trường Madison và Union ở Thành phố New York trình bày bài thánh ca để tưởng nhớ vị tổng thống vừa quá cố. Ca khúc cũng được thể hiện trong lễ tưởng niệm dành cho McKinley cử hành tại Điện Westminster, Luân Đôn. Giai điệu của bài thánh ca "Nearer My God to Thee" cũng vang lên khi thi hài của James Garfield, Tổng thống thứ 20 của Hoa Kỳ bị ám sát năm 1881, được an táng tại Nghĩa trang Lakeview ở Cleveland, Ohio.
Bài thánh ca cũng được trình bày trong phần cuối phim San Francisco, sản xuất năm 1936 và đã đoạt Giải Oscar. Một cuốn phim mang tên "Nearer My God to Thee" sản xuất tại Anh năm 1917, đây cũng là tên của một họa phẩm của Jack Kervokian. Bài thánh ca cũng được thể hiện tại tang lễ Tổng thống Gerald Ford năm 2007.

## Ca từ
| Tiếng Anh Nearer, my God, to Thee, nearer to Thee! E'en though it be a cross that raiseth me; Still all my song would be nearer, my God, to Thee, Nearer, my God, to Thee, nearer to Thee! Hợp xướng Though like the wanderer, the sun gone down, Darkness be over me, my rest a stone; Yet in my dreams I'd be nearer, my God, to Thee, Nearer, my God, to Thee, nearer to Thee! Hợp xướng There let the way appear steps unto heav'n; All that Thou sendest me in mercy giv'n; Angels to beckon me nearer, my God, to Thee, Nearer, my God, to Thee, nearer to Thee! Hợp xướng Then with my waking thoughts bright with Thy praise, Out of my stony griefs Bethel I'll raise; So by my woes to be nearer, my God, to Thee, Nearer, my God, to Thee, nearer to Thee! Hợp xướng Or if on joyful wing, cleaving the sky, Sun, moon, and stars forgot, upwards I fly, Still all my song shall be, nearer, my God, to Thee, Nearer, my God, to Thee, nearer to Thee! | Tiếng Việt Chúa ôi, cho tôi càng gần, gần nơi Chúa hơn; Dẫu phải mang cây thập tự, càng (ư) gần Chúa hơn; Trong lúc đau thương sầu u, tôi vẫn luôn xin Giê-xu; Chúa ôi, cho tôi gần Ngài, càng (ư) gần Chúa nay. Dẫu khi kim ô lặn rồi, lạc nơi hiểm nham; Đá thiêng tôi kê đầu nằm, hồi (ư) trời tối tăm; Trong giấc chiêm bao nguyện mong, mong Chúa cho nương bên lòng; Chúa ôi cho tôi gần Ngài, càng (ư) gần Chúa nay. Ước nơi đây thông tận trời, một thang bắt liên; Xuống lên trên thang rạng ngời, nhiều (ư) vị sứ thiêng; Đem phước yêu thương từ nay, ban xuống cho tôi mọi ngày; Chúa ôi cho tôi gần Ngài, càng (ư) gần Chúa nay. Tỉnh giấc tôi ca Giê-xu, dội vang bốn bên, Thoát ly ưu tư buồn rầu, lập một Bê-tên; Khi đối phương gây họa tai, cương quyết nương thân nơi Ngài; Chúa ôi cho tôi gần Ngài, càng (ư) gần Chúa nay. Đến lúc tôi bay về trời, thật khoan khoái thay; Bỏ xa trăng, sao, mặt trời, vùn vụt lướt bay; Tôi vẫn hoan ca dậy rân, xin Chúa đem tôi được gần; Chúa ôi cho tôi gần Ngài, càng (ư) gần Chúa nay. | Tiếng Việt dùng trong sinh hoạt tập thể Chúng ta hôm nay hiệp vầy, cùng nhau nắm tay. Nét thương yêu nhau tỏ bày, giữ (ư) chặt mối dây. Sông núi không ngăn tình thương, mưa gió không lay can trường. Chúng ta hôm nay hiệp vầy, giữ (ư) chặt mối dây. Dẫu khi xa xôi đường dài, lòng ta chớ phai. Sớm khuya không quên giờ này, giữ (ư) chặt mối dây. Tâm trí ta chung cùng nhau, thanh khí ta nên tương cầu. Chúng ta hôm nay hiệp vầy, giữ (ư) chặt mối dây. |